# Co przyjdzie?
Co przyjdzie? – album będący debiutem solowym Misi Furtak, wydany 25 stycznia 2019 przez Agorę.

## Lista utworów
| Nr  | Tytuł utworu       | Długość |
| --- | ------------------ | ------- |
| 1.  | „Nie zaczynaj”     | 4:39    |
| 2.  | „Pamięć”           | 4:23    |
| 3.  | „Bez czterech rąk” | 2:51    |
| 4.  | „A Little Later”   | 3:56    |
| 5.  | „Go to Sleep”      | 3:12    |
| 6.  | „Delusional”       | 3:49    |
| 7.  | „Będzie gorzej”    | 2:57    |
| 8.  | „Tysiąc”           | 4:20    |
| 9.  | „Skończy się”      | 3:18    |
| 10. | „Space”            | 2:31    |
| 11. | „Co przyjdzie?”    | 2:08    |
|     |                    | 38:04   |

## Nagrody i wyróżnienia
- 2019: «Najlepsze polskie płyty 2019 roku» wg tygodnika Polityka: 8. miejsce[2]
- 2019: «Najlepsze polskie płyty 2019 roku» wg Gazety Wyborczej[3]